# Vallée du Trient
Das Vallée du Trient oder auch Val de Trient ist ein Tal im Kanton Wallis in der Schweiz. Es liegt auf der linken Rhoneseite. Seinen Namen verdankt es dem Bergbach Trient, welcher dem Trientgletscher entspringt. Das Tal mündet kurz nach Martigny in das Rhonetal.
Kurz vor Talende fliesst der Trient durch die 200 Meter tiefe Gorge du Trient (deutsch Trient-Schlucht), die über befestigte Steige begangen werden kann. Die Schlucht wird von der Brücke Pont de Gueuroz überspannt.
Das Tal ist ca. 17 Kilometer lang.

## Verkehr
Es gibt keine Strasse durch das Tal, die durchgehend befahren werden kann. Durch den Mittelteil des Tals führt die Strasse des Col de la Forclaz. Der untere Teil wird durch die Bahnlinie Martigny–Chamonix befahren. Ausserdem führt eine Strasse vom Rhonetal nach Salvan und Les Marécottes.

## Gemeinden und Ortschaften
Im Tal liegen die folgenden Dörfer:
- Trient
- Finhaut
- Vernayaz
- Le Trétien
- Les Marécottes
- Salvan

## Stauseen
Hoch über dem Tal liegen die beiden Stauseen Lac du Vieux Emosson und Lac d’Emosson. Sie sind über drei Bahnen, den VerticAlps, erreichbar. In der Nähe des Lac du Vieux Emosson wurden gut erhaltene Fussabdrücke von Archosauriern entdeckt.